# Richard-Strauss-Straße (métro de Munich)
Richard-Strauss-Straße (en allemand : U-Bahnhof Richard-Strauss-Straße) est une station de la ligne U4 du métro de Munich. Elle est située sur la Richard-Strauss-Straße dans le quartier Bogenhausen, secteur de Bogenhausen à Munich.
Mise en service en 1988, elle est desservie par les rames de la ligne U4.

## Situation sur le réseau

Plan du métro (2020).

Établie en souterrain, Richard-Strauss-Straße  est une station de passage de la ligne U4 du métro de Munich. Elle est située entre la station Böhmerwaldplatz en direction du terminus ouest Westendstraße (métro de Munich), et la station Arabellapark, le terminus est.
Elle dispose de deux quais latéraux qui encadrent les deux voies de la ligne.

## Histoire
La station Richard-Strauss-Straße est mise en service le 27 octobre 1988, lorsque la jonction entre Odeonsplatz et Innsbrucker Ring ferme et en même temps la jonction de Max-Weber-Platz à Arabellapark ouvre. La ligne est mise en service pour desservir ce secteur. Le plafond au-dessus des rails étant en béton et mal éclairé, la station semble sombre. Le plafond au-dessus des plates-formes est constitué de lattes en aluminium et incurvé jusqu'aux rails, auxquels les bandes lumineuses sont fixées. Les murs sont constitués de dalles de pierre qui ne reflètent pas la lumière et les piliers sont en béton. Le sol est aménagé avec un motif de galets d'Isar.
L'entrée de l'intersection Denninger/Richard-Strauss-Straße fut démolie au cours de la construction du tunnel Richard-Strauss.

## Service des voyageurs

### Accueil
C'est l'une des rares stations du métro de Munich à avoir des quais latéraux. À l'extrémité sud, des escaliers mécaniques et des escaliers fixes mènent à un portique et à Richard-Strauss-Straße. À l'autre extrémité, on peut également utiliser un ascenseur pour atteindre une mezzanine, puis continuer sur Richard-Strauss-Straße.

### Desserte
Richard-Strauss-Straße est desservie par toutes les rames de la  ligne U4.

### Intermodalité
À proximité des arrêts de bus sont desservis par les lignes 59, 187, 188 et 189 de la Münchner Verkehrsgesellschaft.